# 小行星3320
小行星3320（英語：3320 Namba）是一颗围绕太阳公转的小行星。1982年11月14日，香西洋樹、古川麒一郎在木曾町发现了此天体。
这颗小行星的绝对星等为347.17194等。